# Maria Luísa de La Tour de Auvérnia
Maria Luísa de La Tour de Auvérnia (em francês:  Marie Louise Henriette Jeanne de La Tour d’Auvergne; 15 de agosto de 1725 – 1793) era uma nobre francesa, membro da Casa de La Tour de Auvérnia. Era princesa de Bulhão, por nascimento e princesa de Guémené por casamento.

## Biografia
Maria Luísa foi a primeira criança nascida do casamento dos seus pais, os duques de Bulhão, Carlos Godofredo de La Tour de Auvérnia e Maria Carolina Sobieska, neta do rei João III Sobieski. Tinha um irmão mais novo, Godofredo (III) Carlos, que sucedeu ao pai como Duque de Bulhão.
Era sobrinha de Maria Clementina Sobieska, mulher de Jaime Francisco Eduardo Stuart, the Old Pretender. Como bisneta de João III Sobieski, era uma herdeira excecionalmente rica e, por isso, Luís XV de França decidiu acompanhar de perto as perspetivas do seu casamento.
Mademoiselle d'Auvergne, como era conhecida, foi proposta em casamento a Honorato III, Príncipe de Mônaco. Ele era o filho de  Luísa Hipólita, Princesa de Mônaco, e do seu consorte Jacques Goyon de Matignon. Apesar do casamento ter sido anunciado à corte a 26 de janeiro de 1741, nunca se veio a materializar.
Por fim, ela casou com Júlio de Rohan, Duque de Montbazon e Príncipe de Guémené. O noivo era filho de Hercule Meriadec de Rohan, Duque de Montbazon e Príncipe de Guémené (1688–1757), e de Luísa Gabriela Júlia de Rohan (1704–1741). Dois anos mais tarde nasceu um filho.
Pelo lado materno, Maria Luísa contava como primas a Sacra Imperatriz Romano-Germância e a Eleitora da Saxónia. A sua tia paterna, Ana Maria Luísa de La Tour de Auvérnia já se casara no seio da Casa de Rohan, que eram considerados como Prince étranger  na corte de Versalhes. Assim, tinham o tratamento de Alteza e o direito de precedência sobre certos membros da corte.
Em Novembro de 1746 Maria Luísa contraíu varíola, que, naqueles tempos, era frequentemente uma doença fatal.
Durante a convalescença, a sua família recebeu uma simpática mensagem do seu primo co-irmão, Carlos Eduardo Stuart, the Young Pretender. Já recuperada, em agosto de 1747, os dois encontraram-se e Maria Luísa apaixonou-se pelo primo, que retribuiu os sentimentos, iniciando-se assim um romance.
Nos círculos frequentados por Maria Luísa, o adultério era amplamente aceite desde que fosse discreto. Contudo, como nem Maria Luísa nem o marido haviam sido infiéis antes, a sua sogra manteve-se bastante atenta uma vez que o marido se encontrava integrado no exército francês (cerco de Bergen op Zoom, de 1747) que combatia nos Países Baixos. Todos os criados tinham recebido ordens para defenderem a sua virtude. Maria Luísa e Carlos recorreram então a passeios de carruagem secretos à meia noite; a sogra alertou a polícia de Paris, que reportou o que se passava.
Pouco depois, Maria Luísa ficou grávida e passou a dormir com o marido, que entretanto regressara das campanhas militares, para que este acreditasse que ele era o pai, o que enraiveceu o ciumento Carlos provocando desagradáveis cenas.

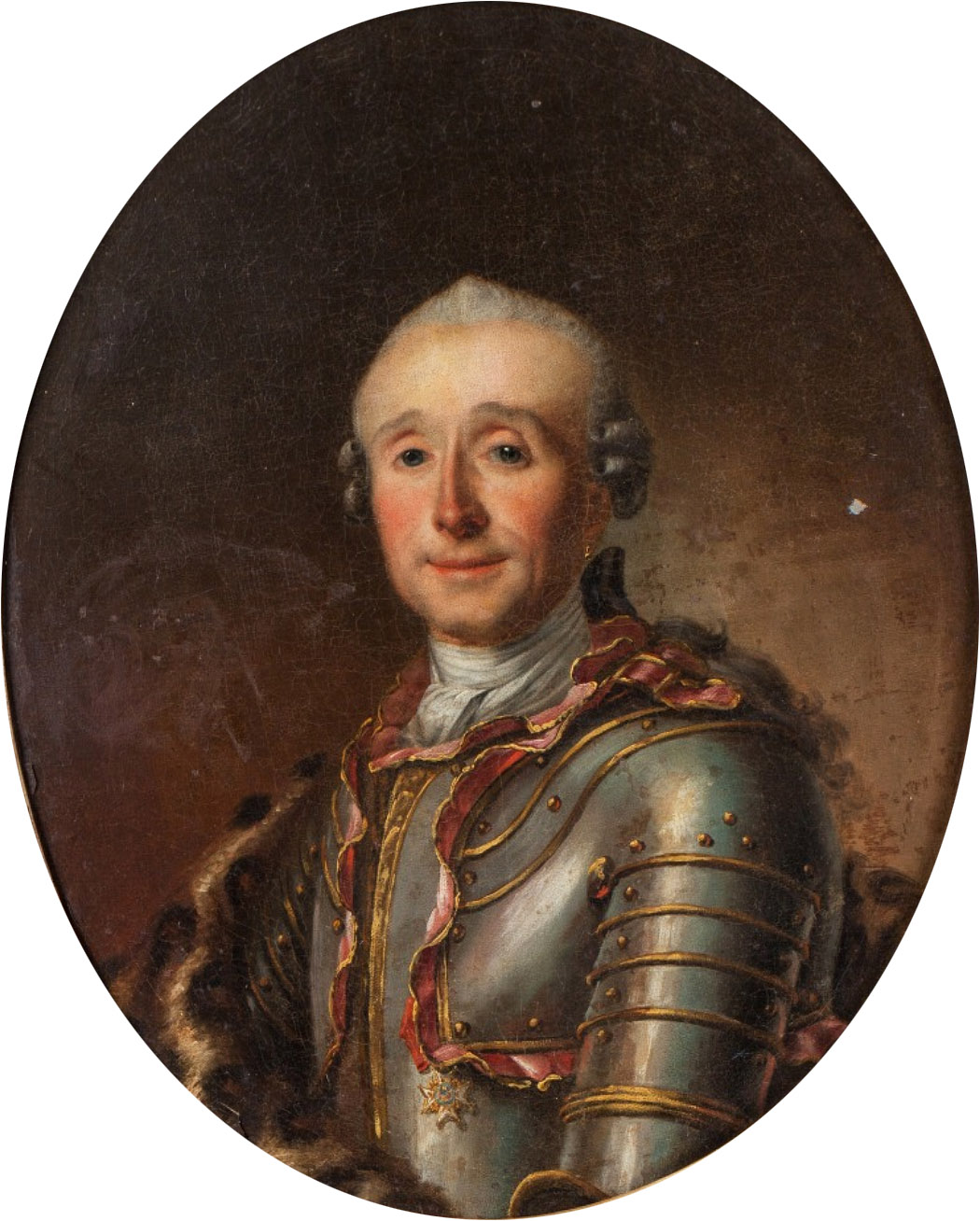
Júlio de Rohan, Príncipe de Guémené, Duque de Montbazon, Par de França. Marido de Maria Luísa.

O marido de Maria Luísa nada fez e os mexericos espalharam-se. Em janeiro de 1748, confrontada pelo próprio pai e pela sogra, Maria Luísa foi forçada a escrever a Carlos acabando o romance. Apesar disso, Carlos foi autorizado a visitar quer ela quer a sua família para refutar os rumores sobre o romance.
Em desespero, Maria Luísa escreveu mais cartas a Carlos, ameaçando que se suicidaria se ele não voltasse a vê-la. Três meses mais tarde, de novo num encontro à meia noite, os dois encontraram-se mas apenas para ele lhe dizer que ele tinha uma nova amante, Clementina Walkinshaw. Mais tarde, Clementina deu à luz uma menina, Carlota Stuart, Duquesa de Albany, o único filho de Carlos que sobreviveu à infância.
A 28 de julho de 1748, Maria Luísa deu à luz um filho, batizado com o nome de Carlos Godofredo Sofia Júlio Maria de Rohan. Foi a sua sogra que escreveu ao pai de Carlos, Jaime Stuart, the Old Pretender, que vivia em Roma, dando-lhe as novidades, mas sem especificar que a criança era sua neta. Apesar de ter sido aceite como membros da família Rohan, diversos livros genealógicos fazem notar que os Rohans não voltavam a mencionar a criança. O pequeno Carlos Godofredo morreu com cerca de cinco meses, em dezembro de 1748 ou a 18 de janeiro de 1749.
Maria Luísa viveu, pelo menos, mais trinta anos e, aparentemente, nunca mais voltou a ser infiel. Socialmente, foi uma boa esposa e excelente mãe para o seu filho mais velho mas nunca mais voltou a engravidar. Ela frequentava ocasionalmente a corte, tornando-se bastante religiosa e dedicando-se a obras de caridade.
Quando ela veio a falecer, foi também sepultada no convent des Feuillants juntamente com o seu segundo filho. Contudo, não há a certeza da data exacta da sua morte: ou de causas naturais, em setembro de 1781; ou na guilhotina, em 1793. Esta última possibilidade é largamente aceite.
É através de Maria Luísa que os atuais Príncipes de Guéméné são pretendentes ao título de Duques de Bulhão.

## Casamento e descendência
Do seu casamento com Júlio de Rohan, Príncipe de Guémené, teve um filho:
- Henrique Luís (Henri Louis), Duque de Montbazon, Príncipe de Guéméné[1] (31 de agosto de 1745 – 24 de abril de 1809) que casou com Vitória de Rohan,[1] com geração;

Do seu romance com o primo Carlos Eduardo Stuart, nasceu:
- Carlos Godofredo (Charles Godefroi) (28 de julho de 1748 – 18 de janeiro de 1749), ilegítimo.

## Títulos e tratamentos
- 15 de agosto de 1725 – 19 de fevereiro de 1743 : Sua Alteza, Mademoiselle d'Auvergne
- 19 de fevereiro de 1743 – 1793 : Sua Alteza, a Princesa de Guémené.

## Ficção
Maria Luísa é um personagem da novela de Diana Gabaldon, publicada em 1992, Dragonfly in Amber, sendo interpretada por Claire Sermonne na adaptação televisiva  Outlander.

## Bibliografía
- van de Pas, Leo. "Marie Louise Henriette Jeanne de La Tour d'Auvergne". Genealogics.org.
- d'Albert Luynes, Charles Philippe. Mémoires du duc de Luynes sur la cour de Louis XV (1735-1758)
- Charles III in: The Jacobite Heritage.
- Bastién, Angelica Jade (16 April 2016). "Outlander Season 2, Episode 2: The Wounds We Carry". The New York Times.